# Gmina Smith (hrabstwo Mahoning)
Gmina Smith (ang. Smith Township) – gmina w Stanach Zjednoczonych, w stanie Ohio, w hrabstwie Mahoning. W 2020 roku liczyła 4097 mieszkańców.